# 德萃小學
德萃小學（英語：St. Hilary's Primary School）是香港一所位於新界大埔運頭街的全日制私立小學，教學語言以英語為主，中文科及常識科以普通話教授。

## 學校名稱
- 德萃 - 德是指品德，個人修養；萃是指精萃，最好的。
- St. Hilary's 指健康，開心。

## 校徽
- 盾 : 代表如堅固城牆的保護, 安全健康的校舍
- SH : St. Hilary's 的簡寫
- 書本: 代表知識
- 紫荊花: 代表香港
- 桂冠: 代表第一，頂尖
- 藍色 : 代表自由，開放

- 本校學生在一個安全，受保護的環境下，接受最好的教育，並以校訓「德以為本，學以精萃」的教學方針，致力成為香港頂尖的學府。

## 班級結構
| 年份 | 總數 | 小一 | 小二 | 小三 | 小四 | 小五 | 小六 |
| ---- | ---- | ---- | ---- | ---- | ---- | ---- | ---- |
| 2016 | 7    | 5    | 1    | 1    | 0    | 0    | 0    |
| 2017 | 11   | 4    | 4    | 2    | 1    | 0    | 0    |
| 2018 | 16   | 4    | 4    | 4    | 2    | 2    | 0    |
| 2019 | 18   | 3    | 4    | 4    | 3    | 2    | 2    |
| 2020 | 18   | 3    | 3    | 4    | 3    | 3    | 2    |
| 2021 | 18   | 3    | 3    | 3    | 3    | 3    | 3    |

## 德萃幼稚園部

### 德萃幼稚園・幼兒園 （太子校）
英語：St. Hilary's Kindergarten，於2015 年創立，校址位於九龍界限街51號曉珀。
已於2023年6月結業。

### 德萃幼稚園・幼兒園 （紅磡分校）
校址位於紅磡寶其利街121號城中匯地下至二樓，於2016年9月開課。

### 德萃幼稚園・幼兒園 （馬鞍山分校）
校址位於沙田馬鞍山海濱鞍駿街15號1樓104-112號鋪，於2020年9月開校。

## 德萃小學部

### 德萃小學
德萃小學（英語：St. Hilary's Primary School）是香港一所位於新界大埔運頭街的全日制私立小學，教學語言以英語為主，中文科及常識科以普通話教授。

### 漢師德萃學校
漢師德萃學校（英語：VNSAA St. Hilary's School ）是香港一所位於旺角洗衣街的全日制私立小學，教學語言以英語為主，中文科及常識科以普通話教授。

### 神召會德萃書院 (小學部)
神召會德萃書院 (小學部)（英語：AOG St. Hilary's College (Primary Section) ）是香港一所位於九龍慈雲山蒲崗村道的全日制基督教私立小學，教學語言以英語為主，中文科及常識科以普通話教授。

## 德萃中學部

### 大光德萃書院
校址位於大埔錦山路178號前佛教大光中學校舍，於2020年9月開校。Website : https://tkhc.edu.hk/ （页面存档备份，存于）

## 校名爭議
2016年，德瑞國際學校辦學團體入稟高等法院，指德萃取名與德瑞發音相同，認為德萃故意令公眾混淆，當中或存在詐騙，要求法庭頒下禁制令，禁止侵權行為及下令被告公司改名，兼作出賠償。
2019年, 兩所教育機構達成和解協調。德萃仍可沿用「德萃」校名辦學。至此三年的法律紛爭結束。

## 校舍歷史
德萃小學的校址，原為大埔有名的太和園，由朱氏家族 （朱定昌及朱仁傑父子）所擁有，太和園當時有中式大宅、西式別墅、倉庫小屋、菜地和果園等，大抵可以追溯至百年前的1920年代。朱定昌先生在1930 年過身時年僅50歲，在1920年代在大埔區從事地產買賣的相關工作致富，其子朱仁傑先生在20歲左右接過家業。朱仁傑先生在1950年代將太和園北部平價售予天主教香港教區。朱仁傑先生在1976年亦將太和園中間的大宅位置損贈予樂善堂，興建以其父朱定昌命名的頤養院，於1983年落成啟用，於2009年轉型為長期護理院舍。
近大埔墟火車站的南部，過去80多年均以學校用地為主。在1939年太平洋戰爭開始前，美籍慈善家山德士牧師，首先租用太和園側的莫園大廈，作為香港難童工讀院，以收容當時日中戰爭時的難童，但一個月後因火災而搬往香港壽臣山。日佔初期，太和園曾經接收孤兒暫住，在1942年將22位轉送至聖基道兒童園的前身——大埔農化孤兒院。隨後香港重光，大埔浸信會公立學校的前身 ——大埔公立學校，在1946年初借用了太和園上課，直至1948年才搬往大埔北盛街。
至於較多時下大埔人有記憶的學校，首先是在1948年遷到太和園的誠明學校，誠明學校在1947年創立，後因擴充需要在1966年遷到錦山的校舍，並在1996年結束。伯裘英文書院（大埔分校）則於1981年遷入，直至1993 結束。當時的伯裘英文書院在香港分別有五所同名學校，其餘四間都在元朗區（分別是錦田、元朗及洪水橋等）。香島中學荃灣分校、香島英專夜校在同年1993年8月搬入，並更名大埔香島中學、香島專科學校。

## 其他參考
- 德萃小學,幼稚園及幼兒園 St.Hilary's Primary School , St.Hilary's Kindergarten （页面存档备份，存于）